# 9号弗吉尼亚州州道
維吉尼亞州9號公路（Virginia State Route 9）是為美國維吉尼亞州的一條重要的公路，連接位於李斯堡西部的維吉尼亞州公路7。此公路穿梭於帶有歷史氣息的Hillsboro以及查理斯鎮（Charles Town）和馬丁斯堡（Martinsburg）。